# Christopher Storer
Christopher Storer (Park Ridge, 5 luglio 1981) è uno sceneggiatore, produttore televisivo e regista statunitense.

## Biografia
Christopher Storer è nato il 5 luglio 1981 a Park Ridge, nell’Illinois. Proprio in questa cittadina ha conosciuto Chris Zucchero, proprietario del locale Mr. Beef, la paninoteca che ha ispirato l’ambientazione della serie The Bear. Sua sorella Courtney, chef professionista, lavora alla serie come consulente culinaria. Durante la sua vita ha anche vissuto a Chicago e a Los Angeles.

## Carriera
Ha raggiunto la notorietà inizialmente grazie alla collaborazione con il comico Bo Burnham, co-dirigendo gli speciali comici what. (2013) e Make Happy (2016), e producendo il film d’esordio di Burnham, Eighth Grade - Terza media (2018).
A partire dal 2019, ha ricoperto il ruolo di regista e produttore esecutivo nella serie dramedy Ramy, creata e interpretata da Ramy Youssef.
La sua fama è cresciuta ulteriormente come creatore, co-showrunner, sceneggiatore e regista della serie drammatica e comica The Bear (2022-2025), grazie alla quale ha vinto quattro Primetime Emmy Awards.

## Vita privata
Ha una relazione sentimentale con l'attrice Gillian Jacobs che ha un piccolo ruolo nella serie The Bear.

## Filmografia

### Cinema

#### Produttore
- Eighth Grade - Terza media (Eighth Grade), regia di Bo Burnham (2018)
- The Rental, regia di Dave Franco (2020)
- On the Count of Three, regia di Jerrod Carmichael (2021)
- Y2K, regia di Kyle Mooney (2024)

### Televisione

#### Regista
- Bo Burnham: what. (2013)
- Bo Burnham: Make Happy (2016)
- Hasan Minhaj: Homecoming King (2017)
- The Comedy Lineup (2018)
- Ramy (2019-2020)
- Ramy Youssef: Feelings (2019)
- Jeff Garlin: Our Man in Chicago (2019)
- Dan Soder: Son of a Gary (2019)
- Little Voice (2020) (episodio 1x02)
- Dickinson (2021) (episodi 2x01 2x02)
- The Bear (2022-2025)

## Riconoscimenti

### Vincitore

#### Emmy Awards
- 2023 nella categoria "Miglior serie commedia" con The Bear
- 2023 nella categoria "Miglior sceneggiatura in una serie commedia" per l'episodio Cambio di programma (1x01) di The Bear
- 2023 nella categoria "Miglior regia in una serie commedia" per l'episodio La recensione (1x07) di The Bear[5]

#### Golden Globe
- 2024 nella categoria "Miglior serie commedia o musicale" con The Bear[6]